# Надгробни споменик Николи Поповићу и његовом брату јеромонаху Јосипу у Дучаловићима
Споменик Николи Поповићу (†1866) и његовом брату јеромонаху Јосипу (†1863) у Дучаловићима налази се на Поповића гробљу у селу Дучаловићи, Општина Лучани.

## Опис
Споменик „усадник” облику квадра исклесан је од жућкастог пешчара. Димензије споменика износе 152х42х22 cm.На источној страни, у плиткој апсидално засведеној ниши је декоративан геометријски приказ састављен од удвојених крстова, испод кога се назире натпис у три реда. Текст епитафа уклесан је на полеђини.
Споменик је прекривен патином и лишајем. Предња страна споменика у великој мери је опузла, тако да је текст готово у потпуности оштећен. Распознају се само почетна и део крајњих слова. Бочне странице споменика нису украшене.

## Епитаф
На полеђини споменика, у правоугаоном удубљењу укесан је читак текст посвећен Николи Поповићу (†1866). Епитаф се наставља посветом Николином брату јеромонаху Јосипу преминулом 1863. године у манастиру Благовештење. 
Основни епитаф гласи:
Овде почива Р. Божи
НИКОЛА С. ПОПОВИЋ
Поживи 38 г.
а престависе
20 Августа 1866 г.
Овај Билег подиже му
његова Супруга Марта
и 4 сина
Светозар Танасије
Стеван и Љубомир
а наставља посветом његовом брату:
Овде се спомиње
и брат његов
ермонах Јосип
које у манастиру
Благовештењу
умро у 36 г. живота
25 Марта 1863 Г:

У непосредној близини сахрањена је и Николина супруга Марта (†1904).